# AVED-IHK
AVED-IHK is een Belgische werkgeversorganisatie die actief is in de Duitstalige Gemeenschap.
Beci, Voka en AKT for Wallonia zijn respectievelijk de Brusselse, Vlaamse en Waalse tegenhangers van AVED-IHK.

## Geschiedenis
AVED-IHK ontstond op 28 maart 2025 door de fusie van de Arbeitgeberverband der Deutschsprachigen Gemeinschaft (AVED) en de Kamer van Koophandel van de Duitstalige Gemeenschap, de Industrie- und Handelskammer (IHK) Ostbelgien.
De AVED werd op 12 mei 1920 als de Allgemeinen Arbeitgeberverbandes Eupen (AAV). In 1970 werd ze een non-profitorganisatie onder de naam Allgemeiner Arbeitgeberverband für die Gebiete Eupen-Malmedy-Sankt Vith. In 2012 veranderde ze andermaal van naam en werd de Arbeitgeberverband in der Deutschsprachigen Gemeinschaft Belgiens (AVED).
De geschiedenis van de IHK gaat terug tot 2 april 1804, wanneer door Napoleon in Eupen een advieskamer. Deze werd in 1858 tot een Kamer van Koophandel voor het district Eupen omgevormd en in 1897 en 1915 werd het werkgebied met respectievelijk de districten Malmedy en Montjoie en het district Schleiden uitgebreid. Met het Verdrag van Versailles van 1919 werd de Kamer van Koophandel aan België overgedragen. In 1922 werd ze, na verlies van officiële status, een onafhankelijke beroepsvereniging, maar in 1944 hervatte ze het werk voor economische revitalisering. In 1961 werd ze een non-profitorganisatie.

## Bestuur
| Tijdspanne | Voorzitter |
| ---------- | ---------- |
| 2025-heden | Bernd Hugo |

| Tijdspanne | Gedelegeerd bestuurder |
| ---------- | ---------------------- |
| 2025-heden | Volker Klinges         |

### AVED
| Tijdspanne | Voorzitter                      |
| ---------- | ------------------------------- |
| 2005-2022  | Ludwig Henkes                   |
| 2022-2025  | Bernd Hugo en Bruno Radermacher |

| Tijdspanne | Gedelegeerd bestuurder |
| ---------- | ---------------------- |
| 1992-heden | Volker Klinges         |

### IHK
| Tijdspanne | Voorzitter                     |
| ---------- | ------------------------------ |
| 1805–1818  | Nicolas Vercken de Vreuschemen |
| 1818–1822  | Gerhardt Wilhelm Hüffner       |
| 1822–1838  | Andreas von Grand Ry           |
| 1838–1846  | Peter Ney                      |
| 1846–1880  | Julius The Losen               |
| 1880–1890  | Gustav G. Fremery              |
| 1890–1912  | Robert Wetzlar                 |
| 1913–1926  | Alfred Peters                  |
| 1926–1929  | Theodor Pohl                   |
| 1929–1947  | Josef Jeuckens                 |
| 1947–1969  | Freddy Küchenberg              |
| 1969–1997  | Alfred Bourseaux               |
| 1997–2003  | Axel Bourseaux                 |
| 2003–2017  | Robert Mockel                  |
| 2017-2025  | Marc Knauf                     |